# Atletica leggera femminile ai Giochi della XXV Olimpiade
AI Giochi della XXV Olimpiade di Barcellona 1992 sono stati assegnati 19 titoli nell'atletica leggera femminile.

## Calendario
| Gare        |                         |                         |            |   |            |            |                   |                   |    |    |  |
| 100 m       | 100 m                   |                         | 200 m      |   | 200 m      |            | Staffetta 4x100 m | Staffetta 4x100 m | 19 |    |  |
|             | 400 m                   | 400 m                   | 400 m      |   | 400 m      |            | Staffetta 4x400 m | Staffetta 4x400 m | 19 |    |  |
|             |                         | 800 m                   | 800 m      |   | 800 m      |            |                   |                   | 19 |    |  |
| 3000 m      | 10000 m                 | 3000 m                  |            |   | 1500 m     | 1500 m     | 10000 m           | 1500 m            | 19 |    |  |
|             | Maratona                | 400 m ost.              | 400 m ost. |   | 400 m ost. |            |                   |                   | 19 |    |  |
|             |                         |                         |            |   | Peso       | Alto       | Peso              | Alto              | 19 |    |  |
| Giavellotto | Giavellotto             | Disco                   | Disco      |   |            | Lungo      | Lungo             |                   | 19 |    |  |
|             | Eptathlon (1ª giornata) | Eptathlon (2ª giornata) |            |   | 100 m ost. | 100 m ost. |                   |                   | 19 |    |  |
|             |                         |                         |            |   |            |            |                   |                   |    |    |  |
| Titoli      | -                       | 3                       | 2          | 2 | -          | 4          | 1                 | 3                 | 4  | 19 |  |

|  | Qualificazioni |  | Finali |

Come nelle precedenti edizioni, il programma femminile termina di sabato, poiché di domenica si disputa solo la Maratona maschile.
Il giorno di riposo spezza in due i 200 metri, poi si interpone nei 400 metri (tra semifinali e finale) e anche negli 800. Sembra che le gare di corsa dai 200 agli 800 metri vengano spostate affinché il giorno di riposo si interponga tra le qualificazioni e la finale. Le finali dei 200, 400 e 800 metri si tengono nello stesso giorno. È la prima volta nell'atletica olimpica femminile.

Lo spostamento in avanti degli 800 metri li fa sovrapporre ai 1500: anche questa è una prima volta. La sovrapposizione crea un problema alle atlete che vogliono cimentarsi in entrambe le gare (vedi Hassiba Boulmerka). Il programma favorisce piuttosto l'abbinamento 1500-3000 metri (vedi Tetjana Samolenko).
Altre decisioni:
- I 1500 sono distribuiti non più su due turni, ma su tre;
- Le batterie dei 10.000 metri sono arretrate di due giorni. Così le atlete hanno ben sei giorni di attesa prima della finale (tanti);
- La pessima abitudine di sovrapporre le due gare ad ostacoli fa breccia anche nel programma femminile. Da questa edizione dei Giochi le due gare saranno sempre disputate negli stessi giorni.

I titoli assegnati nella prima parte del programma sono sette; sono 12 quelli assegnati nella seconda parte.
Finali in notturna
Il programma orario viene esteso alle ore serali: 
- L'eptathlon si conclude alle 21:30 (800 metri);
- La finale dei 400 ostacoli si tiene alle 21:45;
- I 10.000 metri (m e f, qualificazioni e finale) si disputano sempre dopo le 21;
- Le staffette 4x400 (m e f) sono programmate dopo le 21.

Diverrà una consuetudine ai Giochi e nelle grandi competizioni.

## Nuovi record
| Fa il suo esordio olimpico:  |               | Marcia 10 km. |
| Nessun nuovo record mondiale |               |               |
| Nuovo record olimpico in     | 1 specialità: | Marcia 10 km. |

## Risultati delle gare
| Specialità | Oro | Risultato | Argento                                                                                            | Risultato | Bronzo                                                                | Risultato | Dettagli            |
| --- | --- | --------- | -------------------------------------------------------------------------------------------------- | --------- | --------------------------------------------------------------------- | --------- | ------------------- |
| 100 m | Gail Devers | 10"82     | Juliet Cuthbert                                                                                    | 10"83     | Irina Privalova                                                       | 10"84     | Classifica completa |
| 200 m | Gwen Torrence | 21"81     | Juliet Cuthbert                                                                                    | 22"02     | Merlene Ottey                                                         | 22"09     | Classifica completa |
| 400 m | Marie-José Pérec                                                                                                   | 48"83     | Ol'ha Bryzhina                                                                                     | 49"05     | Ximena Restrepo                                                       | 49"64     | Classifica completa |
| 800 m | Ellen van Langen                                                                                                   | 1'55"54   | Lilija Nurutdinova                                                                                 | 1'55"99   | Ana Fidelia Quirot                                                    | 1'56"80   | Classifica completa |
| 1.500 m | Hassiba Boulmerka                                                                                                  | 3'55"30   | Ljudmila Rogačëva                                                                                  | 3'56"91   | Qu Yunxia                                                             | 3'57"08   | Classifica completa |
| 3.000 m | Elena Romanova | 8'46"04   | Tetjana Samolenko-Dorovs'kych                                                                      | 8'46"85   | Angela Chalmers                                                       | 8'47"22   | Classifica completa |
| 10.000 m | Derartu Tulu | 31'06"02  | Elana Meyer                                                                                        | 31'11"75  | Lynn Jennings                                                         | 31'19"89  | Classifica completa |
| 100 m ostacoli | Paraskeuī Patoulidou                                                                                               | 12"64     | LaVonna Martin                                                                                     | 12"69     | Jordanka Donkova                                                      | 12"70     | Classifica completa |
| 400 m ostacoli | Sally Gunnell | 53"23     | Sandra Farmer-Patrick                                                                              | 53"69     | Janeene Vickers                                                       | 54"31     | Classifica completa |
| Maratona | Valentina Egorova                                                                                                  | 2h32'41"  | Yuko Arimori                                                                                       | 2h32'49"  | Lorraine Moller                                                       | 2h33'59"  | Classifica completa |
| Marcia 10 km | Chen Yueling | 44'32"    | Elena Nikolaeva                                                                                    | 44'33"    | Li Chunxiu                                                            | 44'41"    | Classifica completa |
| Salto in alto | Heike Henkel | 2,02 m    | Alina Astafei                                                                                      | 2,00 m    | Ioamnet Quintero                                                      | 1,97 m    | Classifica completa |
| Salto in lungo | Heike Drechsler | 7,14 m    | Inesa Kravec'                                                                                      | 7,12 m    | Jackie Joyner-Kersee                                                  | 7,07 m    | Classifica completa |
| Getto del peso | Svetlana Krivelëva                                                                                                 | 21,06 m   | Huang Zhihong                                                                                      | 20,47 m   | Kathrin Neimke                                                        | 19,78 m   | Classifica completa |
| Lancio del disco | Maritza Martén | 70,06 m   | Cvetanka Hristova                                                                                  | 67,78 m   | Daniela Costian                                                       | 66,24 m   | Classifica completa |
| Lancio del giavellotto | Silke Renk | 68,34 m   | Natal'ja Šikolenko                                                                                 | 68,26 m   | Karen Forkel                                                          | 66,86 m   | Classifica completa |
| Eptathlon | Jackie Joyner-Kersee                                                                                               | 7.044 p.  | Irina Belova                                                                                       | 6.845 p.  | Sabine Braun                                                          | 6.649 p.  | Classifica completa |
| Staffetta 4×100 m | Stati Uniti Evelyn Ashford Esther Jones Carlette Guidry Gwen Torrence Michelle Finn-Burrell                        | 42"11     | Squadra Unificata Ol'ga Bogoslovskaja Galina Mal'čugina Marina Trandenkova Irina Privalova         | 42"16     | Nigeria Beatrice Utondu Faith Idehen Christy Opara Mary Onyali        | 42"81     | Classifica completa |
| Staffetta 4×400 m | Squadra Unificata Elena Ruzina Ljudmyla Džyhalova Ol'ga Nazarova Ol'ha Bryzhina Lilija Nurutdinova Marina Shmonina | 3'20"20   | Stati Uniti Natasha Kaiser Gwen Torrence Jearl Miles Rochelle Stevens Denean Howard Dannette Young | 3'20"92   | Regno Unito Phylis Smith Sandra Douglas Jennifer Stoute Sally Gunnell | 3'24"23   | Classifica completa |
| record mondiale; record olimpico; record mondiale stagionale; record africano; record asiatico; record europeo; record nord-centroamericano e caraibico; record sudamericano; record oceaniano; record nazionale; record personale; record personale stagionale. | |           | |           |                                                                       |           |                     |

Statistiche
Delle 14 vincitrici di gare individuali di Seul (Florence Griffith e Jackie Joyner vinsero due titoli), solo cinque hanno abbandonato l'attività agonistica (tra cui la stessa Griffith). Dieci campionesse in carica si presentano a Barcellona per difendere il titolo; di esse si riconferma solo la Joyner nell'Eptathlon.
Jackie Joyner è anche l'unica primatista mondiale che vince la propria gara.
Nel 1991 si sono tenuti a Tokyo i Campionati mondiali di atletica leggera. Quindici campionesse su sedici si presentano a Barcellona per tentare l'abbinamento con l'oro olimpico (l'unica che non partecipa è Katrin Krabbe, ferma per squalifica). Di esse si confermano: Marie-José Perec (400 m), Hassiba Boulmerka (1500 m) e Heike Henkel (Salto in alto). Marie-José Perec migliora la propria prestazione dell'anno precedente, mentre per Boulmerka e Henkel è migliore il risultato dei Mondiali.
Jordanka Donkova (100 ostacoli) e Jackie Joyner (Eptathlon) sono le uniche atlete che si presentano nella veste di campionessa in carica e di primatista mondiale. La prima non si riconferma, della seconda abbiamo detto.
Sono riuscite a qualificarsi solo due atlete di categoria Junior. La migliore è la giamaicana Gillian Russell, che raggiunge la semifinale nei 100 metri ostacoli.